# Hypothyris inca
Hypothyris inca är en fjärilsart som beskrevs av Fox 1941. Hypothyris inca ingår i släktet Hypothyris och familjen praktfjärilar. Inga underarter finns listade i Catalogue of Life.